# Septo primário
Septo primário (latim: septum primum) é o septo que divide o átrio primitivo nas câmaras direita e esquerda durante o desenvolvimento do coração de um embrião humano.